# GET HAPPY (星村麻衣の曲)
「GET HAPPY」（ゲット ハッピー）は、日本のシンガーソングライター・ピアニスト、星村麻衣の3作目（プレデビューシングルからの通算4枚目）のシングル。2003年5月14日にソニー・ミュージックアソシエイテッドレコーズより発売された。

## 解説
2003年第2弾シングルであり、1stアルバム『SOUP』の先行シングル。当初はCCCD規格で発売され、後の2004年7月7日に通常規格のCDで再発売された。
タイトル曲「GET HAPPY」は、星村の楽曲として初めてタイアップのついた作品となった。また、カップリング曲にはプレデビューシングル「夏色のキャンバス」のアレンジバージョンが収録されている。「夏色のキャンバス」のオリジナル盤は廃盤となっており、アルバムにも収録されていないため、2012年4月現在では通常の方法で入手できる音源は本作に収録されているアレンジバージョンのみとなっている。
オリコン週間シングルチャートでは最高24位を記録、初のトップ30入りとなった。

## 収録曲
全曲、作詞・作曲：Mai Hoshimura 編曲：Mai Hoshimura/Toru Minami
1. GET HAPPY
CX系テレビドラマ『マルサ!!東京国税局査察部』主題歌。
2. 夏色のキャンバス〜Slow Jam Version〜
3. GET HAPPY (Instrumental)

## 収録アルバム
- SOUP (#1)
- PIANO&BEST (#1)